# アンドレア・エルソン
アンドレア・エルソン（Andrea Elson, 1969年3月6日 - ）は、アメリカ合衆国ニューヨーク州出身の女優である。

## 出演作品

### 映画
- マイ・フレンド・フランケン

### テレビシリーズ
- アルフ（リン・タナー）
- マイコン大作戦（アリス・タイラー）